# قورشاقلوی کرد
قورشاقلوی کرد، روستایی است از توابع بخش پلدشت و در شهرستان ماکو استان آذربایجان غربی ایران.

## جمعیت
این روستا در دهستان گچلرات شرقی قرار داشته و بر اساس سرشماری سال ۱۳۸۵ جمعیت آن ۲۶۹نفر (۵۰ خانوار) 
بوده است.